# 图里-吕尔西
图里-吕尔西（法語：Toury-Lurcy，法語發音：[tuʁi lyʁsi]）是法国涅夫勒省的一个市镇，位于该省南部，和阿列省接壤，属于讷韦尔区。该市镇于1823年由原市镇阿布龙河畔图里（Toury-sur-Abron）和阿布龙河畔吕尔西（Lurcy-sur-Abron）合并而成。

## 地理
图里-吕尔西（46°44'19"N, 3°25'31"E）面积25.54 平方千米，位于法国勃艮第-弗朗什-孔泰大區涅夫勒省，该省份为法国中部省份，北至约讷省，西北接卢瓦雷省，西接谢尔省，南至阿列省，东南接索恩-卢瓦尔省，东临科多尔省。
与图里-吕尔西接壤的市镇（或旧市镇、城区）包括：圣埃内蒙、科赛、多尔讷、吕斯奈莱赛克斯、圣日耳曼-沙斯奈、圣帕里兹昂维里。

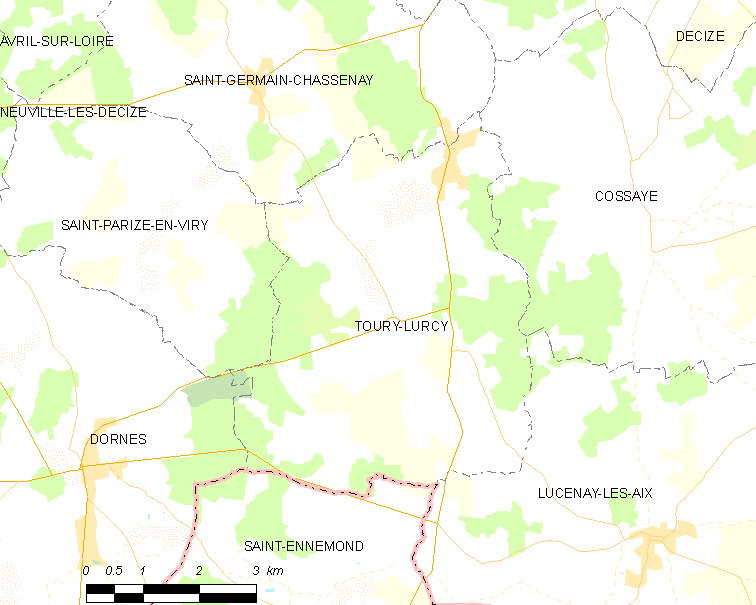
图里-吕尔西的OSM定位图

图里-吕尔西的时区为UTC+01:00、UTC+02:00（夏令时）。

## 行政
图里-吕尔西的邮政编码为58300，INSEE市镇编码为58293。

## 政治
图里-吕尔西所属的省级选区为圣皮埃尔勒穆捷县。

## 人口

1962-2008年间图里-吕尔西人口变化图示

图里-吕尔西于2022年1月1日时的人口数量为406人。

## 交通
涅夫勒省省道D22线和D979A线在境内交汇，阿列省省道D29线经过境内南部。